# Blanca de França i de Provença
Blanca de França (en francès: Blanche de France), (Jaffa, 1252 - París, 1320), princesa francesa, filla de Lluís IX de França i infanta de Castella pel seu matrimoni amb Ferran de la Cerda, primogènit i hereu de Alfons X el Savi, rei de Castella.

## Orígens familiars
Filla de Lluís IX, rei de França (Sant Lluís), i de la seva esposa, la reina Margarida de Provença. Era neta per part de pare del rei Lluís VIII de França i de Blanca de Castella i per part de mare de Ramon Berenguer V, de Provença i de Beatriu de Savoia. Era també germana del rei Felip l'Ardit casat amb Elisabet d'Aragó.

## Biografia
Va néixer a Jaffa (Israel) el 1252, en el curs de la primera de las Croades organitzades pel seu pare. Es casà a Burgos amb l'infant Ferran de el 1269, en aquest casament hi assistí Jaume I el Conqueridor com a avi del nuvi, convidat pel seu gendre Alfons X. Segons la Crònica de Cardenya, ambdós reis arribaren a Burgos el dia 27 de novembre de 1269. Sis anys després del seu matrimoni, Ferran de La Cerda va morir a Ciudad Real. El seu sogre Alfons X, pressionat pel seu segon fill Sanç, va cedir els drets dels fills de Blanca, Alfons i Ferran, coneguts com els Infants de La Cerda.
En vista de la situació en què havien quedat els seus fills, desposseïts dels seus drets pel seu oncle Sanç, recolzat en un primer moment pel seu pare Alfons X, Blanca de França sol·licità l'ajuda del seu germà el rei de França Felip III, l'Ardit. Blanca de França també va rebre el recolzament de la seva sogra, Violant d'Aragó, esposa de Alfons X el Savi i abandonaren Castella i sol·licitaren la protecció de Pere II el Gran, rei d'Aragó, germà de la reina Violant, qui defensaria en endavant els drets dels Infants de, a pesar de mantenir-los en un estat quasi de captivitat, en el castell de Xàtiva, situat en el regne d'Aragó.
Poc després, Blanca es traslladà a França, on regnava Felip III, el seu germà, qui la va allotjar a la cort francesa. Va morir a París l'any 1320.

## Matrimoni i descendència
Del seu matrimoni amb Ferran de La Cerda, fill primogènit i hereu d'Alfons X, van nàixer dos fills:
- Alfons de la Cerda "el desheretat" (1270 - 1333). Pretendent al tron de Castella i Lleó durant els regnats de Sanç IV, Ferran IV, i Alfons XI de Castella, fins a la seva renúncia definitiva el 1331.[2]

- Ferran II de la Cerda (1275 - 1322). Senyor de Lara pel seu matrimoni amb Juana Núñez de Lara, senyora de Lara.